# Vraine
Pour les articles homonymes, voir Vraine (homonymie).
La Vraine est une petite rivière française qui coule dans le département des Vosges, en région Grand Est. C'est un affluent droit du Vair, donc un sous-affluent de la Meuse.

## Géographie
La Vraine naît sur le territoire de la commune de Domjulien. Peu après sa naissance, elle s'oriente vers le nord-ouest, direction qu'elle maintient tout au long de son parcours de 22,9 kilomètres. Elle conflue avec le Vair en rive droite, à Removille.

### Communes et cantons traversés
La Vraine traverse les communes suivantes, d'amont en aval :
- Domjulien, Gemmelaincourt, Saint-Menge, Gironcourt-sur-Vraine, Morelmaison, Dommartin-sur-Vraine, Saint-Paul, Rainville et Removille, toutes situées dans le département des Vosges.

### Toponymes
La Vraine a donné son hydronyme aux deux communes suivantes de Gironcourt-sur-Vraine, Dommartin-sur-Vraine.

### Bassin versant
La Vraine traverse quatre zones hydrographiques B123, B124, B125, B126 pour une superficie totale de 114 km2. Ce bassin versant est constitué à 79,48 % de « territoires agricoles », à 17,03 % de « forêts et milieux semi-naturels », à 3,65 % de « territoires artificialisés ».

## Affluents
La Vraine a huit affluents référencés :
- le ruisseau de la Glayere,
- le ruisseau la Deuille,
- le ruisseau du puits de Haie,
- le ruisseau le Canal de l'Etang,
- le ruisseau du Bois,
- le ruisseau de Biecene, avec un affluent :
  - le ruisseau de Saunlaye,
- le ruisseau de Chanot-Fontaine,
- le ruisseau d'Aouze,

Son rang de Strahler est donc de trois.

## Hydrologie
La Vraine est un cours d'eau issu du sud du plateau lorrain, région assez bien arrosée de Lorraine. Le module de la Vraine au niveau de son confluent avec le Vair vaut 1,24 m3/s, pour un bassin versant de 114,1 km2. 

### Lame d'eau et débit spécifique
La lame d'eau écoulée dans ce bassin est de 343 millimètres par an, ce qui est assez élevé pour le plateau lorrain, supérieur à la moyenne de la France, tous bassins confondus, mais nettement inférieur à la moyenne du bassin français de la Meuse (Celle-ci affiche à Chooz, près de sa sortie du territoire français, une lame d'eau de 450 millimètres par an). Le débit spécifique ou Qsp de la Vraine se monte dès lors à 10,86 litres par seconde et par kilomètre carré de bassin versant.

## Curiosités - Tourisme
- Domjulien : Église Saint-Julien avec chœur et chevet du XVIe siècle (inscrit Monument Historique) et tour du XVIIIe. Fort beau mobilier : série de statues en pierre des XVe et XVIe siècles, retable en pierre du XVIe, mise au Tombeau du XVe, stèles de la fin du XVe.
- Gemmelaincourt : château du XVIIIe siècle.
- Saint-Menge : Ruines d'un ancien château-fort avec bâtiment du XVIIIe siècle. Église Saint-Mennie avec chœur inscrit Monument Historique. Bois et forêts. Promenades, pêche, chasse.

## Pêche
La Vraine est classée cours d'eau de première catégorie en amont du pont de la route D266 à Gironcourt-sur-Vraine.j'ai rien pris c'est pourrie